# Karto
Ne doit pas être confondu avec KartOO.
Pour l’article ayant un titre homophone, voir Quartaut.
Karto est un logiciel de positionnement géographique réalisé (à l'origine) pour les spéléologues afin de pointer sur une carte les entrées de grottes. 
Le logiciel est gratuit, sous licence GPL et les sources sont disponibles sur SourceForge.net. Le logiciel, réalisé en Java est disponible sous différents systèmes (Windows, Linux, macOS, ..). Le logiciel est traduit en anglais, espagnol, allemand, italien et portugais. La documentation technique est disponible en français et en anglais.
Le développement du projet a connu une période de suspension de 2005 à 2018.

## Principales caractéristiques
Les caractéristiques du logiciel sont décrites dans sa documentation. Un petit tutoriel permet une prise en main rapide des fonctions de base.
L'interface du logiciel permet d'ouvrir des cartes (sous forme d'images) ou des photos aériennes qui serviront de « fond de carte ». Après une calibration de la carte, il est possible de positionner des points topographiques sur la carte, ou de charger des fichiers contenant un grand nombre de points. Différents formats de fichiers sont supportés tant en entrée qu'en sortie : fichiers textes, CSV, GPX (GPS Garmin), KML et KMZ (Google Maps), XML. Depuis la version 2.0.10, les fichiers de points .shp de QGIS sont lus et exportés, mais également les images scannées (topographies, plans) peuvent être exporté au format QGIS.
L'application permet également de projeter des plans (ou topographies) sur la carte. Différents formats sont supportés (Fichiers VTopo, fichiers image (GIF, PNG).
Une gestion de « feuilles de styles » permet de définir des symboles personnalisés et personnalisables pour chaque point topographique,.

## Historique des versions
- Premières béta version en 2001[6]
- La version 0.9 en 2004
- Béta version 2 en février 2019
- Version 2.0.0 en juin 2019
- Dernière version 2.0.10 en janvier 2020